# Graue Bambusratte
Die Graue Bambusratte (Rhizomys pruinosus), auch Graue Indische Wurzelratte, ist eine Nagetierart aus der Gattung der Bambusratten (Rhizomys). Sie kommt in Ostasien und Südostasien von der Volksrepublik China bis in den Nordosten Indiens, Myanmar, Thailand, Laos, Kambodscha, Vietnam und die malaiische Halbinsel vor.

## Merkmale
Die Graue Bambusratte erreicht eine Kopf-Rumpf-Länge von 24,0 bis 34,5 Zentimeter mit einem Schwanz von 9,0 bis 13,0 Zentimeter Länge bei einem Gewicht von etwa 1500 bis 2500 Gramm. Die Hinterfußlänge beträgt 40 bis 50 Millimeter, die Ohrlänge 13 bis 20 Millimeter. Das Rückenfell ist graubraun bis schokoladenbraun, auf der Rückenseite dunkler als am Bauch. Auf dem Rücken befinden sich verteilt Fühlhaare, die eine weiße Haarspitze haben, woraus eine gräuliche Erscheinung hervorgeht.
| 1 | · | 0 | · | 0 | · | 3 | = 16 |

Der Schädel erreicht eine Länge von 56 bis 71 Millimeter. Er ist breit und abgeflacht, die Schnauze ist vergleichsweise breit. Der Jochbogen ist groß und weit ausgebildet und das Hinterhauptsbein ist deutlich ausgeprägt. Auf dem Schädel befindet sich ein deutlicher Stirnkamm. Die Tiere besitzen wie andere Spalacidae im Oberkiefer pro Hälfte einen zu einem Nagezahn ausgebildeten Schneidezahn (Incisivus), dem eine Zahnlücke (Diastema) folgt. Hierauf folgen drei Molare, Prämolare fehlen. Insgesamt verfügen sie damit über ein Gebiss aus 16 Zähnen.

## Verbreitung
Die Graue Bambusratte kommt in Ostasien und Südostasien von der Volksrepublik China südlich des Jangtsekiang in den Provinzen Yunnan, Guizhou, Sichuan, Jiangxi, Hunan, Guangxi, Guangdong und Fujian bis in den Norden und Nordosten Indiens in Meghalaya, Nagaland und Manipur, Myanmar, Thailand, Laos, Kambodscha, Vietnam und die malaiische Halbinsel vor. Die Höhenverbreitung reicht von 400 bis maximal 4000 Metern.

## Lebensweise
Die Graue Bambusratte lebt vor allem im Flachland in Bambuswäldern oder Grasflächen. In Gebieten, in denen sie sympatrisch mit der Chinesischen Bambusratte (Rhizomys sinensis) vorkommt, kommt die Graue Bambusratte in der Regel in Höhenlagen unterhalb von 1000 Metern vor während die Chinesische Bambusratte in den höheren Bereichen lebt.
Die Tiere leben als Einzelgänger in vergleichsweise einfachen Bauen mit einem einzelnen Eingang, der durch einen Auswurfhügel erkennbar ist. Hinzu kommen die Tunnel, das Nest von 12 bis 32 Zentimeter Durchmesser, ein Toilettenbereich sowie ein Fluchtausgang. Die Nester sind mit Gräsern und Bambusblättern ausgelegt. Die Tiere kommen nachts an die Oberfläche und ernähren sich von Trieben und Stämmen der Bambuspflanzen und von den Gräsern ihrer Habitate, hinzu kommen Wurzeln und andere Pflanzen und Pflanzenteile.
Die Fortpflanzung findet über das gesamte Jahr statt, wobei es vor allem im November und Dezember sowie im März bis Juni zu besonders vielen Nachkommen kommt. Während der Paarungszeit kommen die Männchen in die Baue der Weibchen. Die Tragzeit dauert 22 Tage, die Würfe bestehen in der Regel aus fünf Jungtieren, die als Nesthocker geboren werden. Die Entwöhnung von der Muttermilch erfolgt 56 bis 78 Tage nach der Geburt.

## Systematik

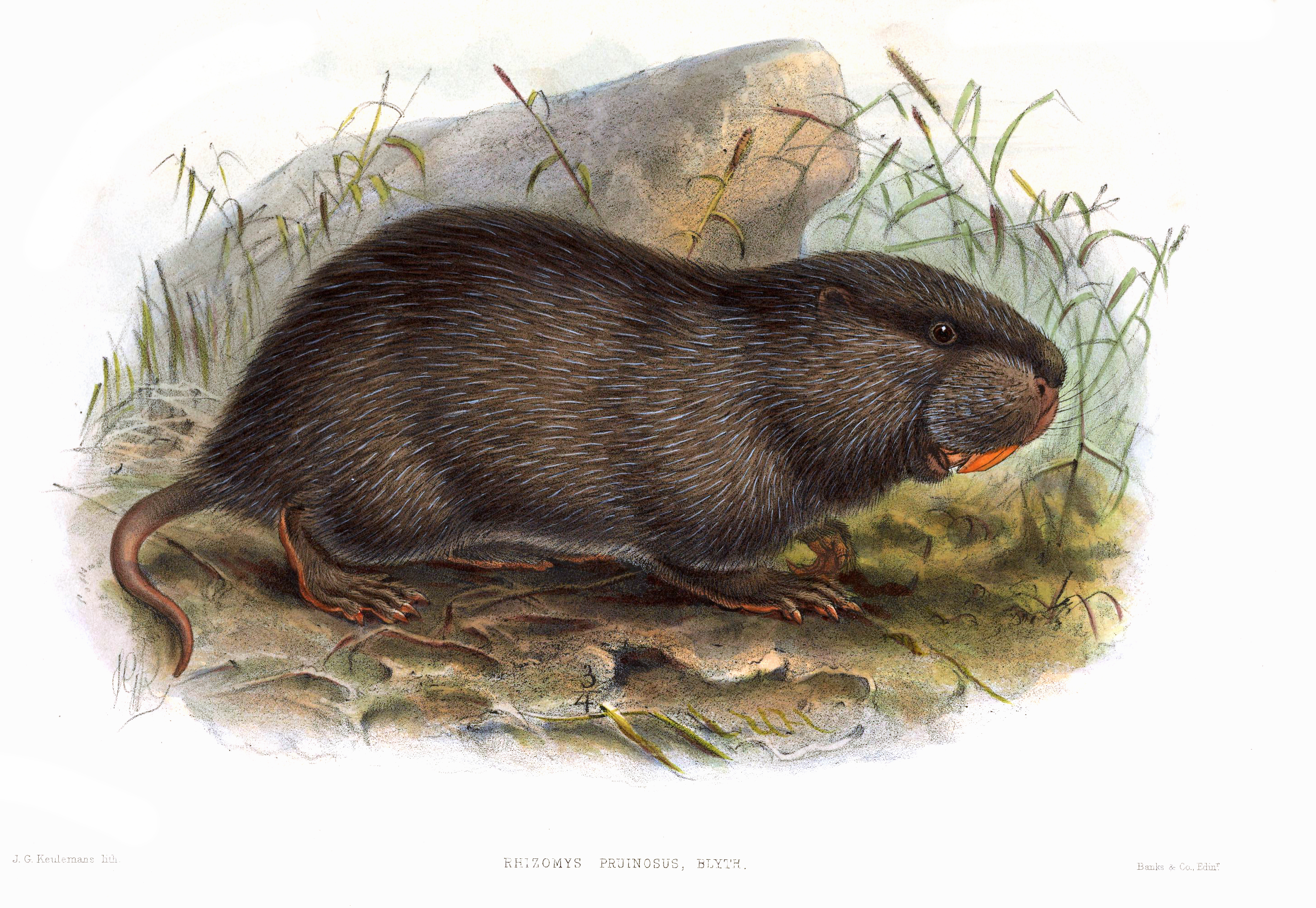
Graue Bambusratte in einer Zeichnung von 1878 von John Gerrard Keulemans

Die Graue Bambusratte wird als eigenständige Art innerhalb der Gattung der Bambusratten (Rhizomys) eingeordnet, die aus drei Arten besteht. Die wissenschaftliche Erstbeschreibung stammt von Edward Blyth aus dem Jahr 1851, der die Art anhand von Individuen aus Cherrapunji in den Khasi Hills in Indien beschrieb.

## Status, Bedrohung und Schutz
Die Graue Bambusratte wird von der International Union for Conservation of Nature and Natural Resources (IUCN) als nicht gefährdet (Least concern) eingeordnet. Begründet wird dies mit dem sehr großen Verbreitungsgebiet und den angenommenen großen Bestände der Art.
Da die Tiere leicht zu finden und zu fangen sind, werden sie in einigen Teilen des Verbreitungsgebietes als Fleischquelle bejagt. In Südostasien stellt der Lebensraumverlust und die Verschlechterung der Habitate einen wesentlichen Faktor zur Gefährdung der Art dar.

## Belege
1. 1 2 3 4 5 6  Andrew T. Smith: Hoary Bamboo Rat. In: Andrew T. Smith, Yan Xie: A Guide to the Mammals of China. Princeton University Press, Princeton NJ 2008, ISBN 978-0-691-09984-2, S. 213.
2. ↑  Andrew T. Smith: Family Spalacidae. In: Andrew T. Smith, Yan Xie: A Guide to the Mammals of China. Princeton University Press, Princeton NJ 2008, ISBN 978-0-691-09984-2, S. 209.
3. 1 2 3 4  Rhizomys pruinosus in der Roten Liste gefährdeter Arten der IUCN 2015.4. Eingestellt von: K. Aplin, D. Lunde, S. Molur, 2008. Abgerufen am 20. Juli 2016.
4. ↑  John Anderson: Anatomical and Zoological Researches: comprising an account of the Zoological results of the two expeditions to Western Yunnan in 1868 and 1875. Bernard Quaritch, London 1878.
5. ↑  Rhizomys pruinosus. In: Don E. Wilson, DeeAnn M. Reeder (Hrsg.): Mammal Species of the World. A taxonomic and geographic Reference. 2 Bände. 3. Auflage. Johns Hopkins University Press, Baltimore MD 2005, ISBN 0-8018-8221-4.